# Мазепинці
Мазе́пинці — село в Білоцерківському районі Київської області. Входить до складу Білоцерківської міської громади. Родове село гетьмана України Івана Мазепи. Населення — близько 400 мешканців.

## Географія
Розташоване над річкою Кам'янка. На півночі межує із селом Сидори, на півдні — із селом Дрозди.

## Історія села
Засноване в XVI столітті. Вперше згадується як хутір Кам'янець, який 1544 року, волею польського короля Сигізмунда I, було передано київському зем'янину Михайлу Мазепі привілеєм від 15 червня 1572, виданим у Варшаві. На цьому місці він збудував село, назване згодом (уже після народження Івана Мазепи) Мазепинцями. Село перейшло його нащадку (імовірно сину) Миколі Мазепі-Колединському, а згодом — Адаму-Стефану Михайловичу Мазепі як спадщина. 20 березня 1639 року в хуторі Кам'янці народився Іван Степанович Мазепа.
Мазепами у селі було зведено Воскресенську церкву.
За переказом, після поразки виступу Івана Мазепи проти московського ярма і царя Петра І, за давніми переказами самого села, сюди привели декілька десятків козаків, закутих у кайдани, і московська кавалерія показово розтоптала їх копитами своїх коней.[джерело?] Сьогодні на тому місці — розоране поле і курган неподалік, насипаний в пам'ять про ту розправу.
За адміністративно-територіальним поділом XVIII ст. с. Мазепинці відносилося до Київського воєводства, з 1795 р. Білоцерківської округи Київського намісництва, з 1797 р. Васильківського повіту Київської губернії.
Метричні книги, клірові відомості, сповідні розписи церкви св. Миколая с. Мазепинці (приписні сс.* Дрозди, Сидори) XVIII ст. — Київського воєв., з 1795 р. Білоцерківської округи Київського нам., з 1797 р. Васильківського пов. Київської губ.; ХІХ ст. — Великополовецької волості Васильківського пов. Київської губ. зберігаються в ЦДІАК України. http://cdiak.archives.gov.ua/baza_geog_pok/church/maze_001.xml [Архівовано 4 січня 2019 у Wayback Machine.]
Інформація про церкву — див. https://ua.igotoworld.com/ua/poi_object/67449_cerkov-svyatogo-nikolaya-mazepincy.htm [Архівовано 4 січня 2019 у Wayback Machine.]
Під час Голодомору 1932—1933 років загинули 424 мазепинці.

## Населення

### Мова
Розподіл населення за рідною мовою за даними перепису 2001 року:
| Мова       | Кількість | %     |
| ---------- | --------- | ----- |
| українська | 392       | 98.99 |
| російська  | 4         | 1.01  |
| Усього     | 396       | 100   |

## Пам'ятки
У 1994 році в селі встановлено перший у історії України пам'ятник Івану Мазепі роботи скульптора Євгена Горбаня.
Пізніше у селі було зведено Храм Святителя Миколая. 14 жовтня 2007 року церкву було освячено Предстоятелем Української православної церкви Київського Патріархату, патріархом Київським Філаретом за участі народних депутатів України, чиновників та громадськості.
Поруч із храмом розташований Меморіальний комплекс парку козацької слави, що включає музей етнографії та старожитностей, ландшафтний етнографічний парк (курган, козацька вежа, млин, криниця-журавель, криниця, діюча корчма) та пам'ятник Івану Мазепі.

## Персоналії
У селі в родині священика сільської церкви св. Миколая (роки служби в церкві: 1858—1893) Григорія Іоанновича Черняхівського народилися три вчені-медики:
- хірург Черняхівський Михайло Григорович (1859–1922)
- гістолог Черняхівський Олександр Григорович (1869–1939)
- хірург Черняхівський Євген Григорович (1873–1938).

Цій родині у селі встановлено пам'ятник.

## Сучасна символіка
Автор сучасного герба Мазепинців — І. Новіков:
|  | У червоному полі золотий хрест з розщепленим верхнім раменом, супроводжуваний справа золотою шестипроменевою зіркою, а зліва золотим півмісяцем вправо. Щит обрамований декоративним картушем і увінчаний золотою сільською короною. |

Опис прапора Мазепинців:
|  | У червоному полотнищі жовтий хрест з розщепленим верхнім раменом, супроводжуваний справа жовтою шестипроменевою зіркою, а зліва жовтим півмісяцем вправо. Співвідношення сторін прапора 2:3. |

## Галерея

Храм Святителя Миколая
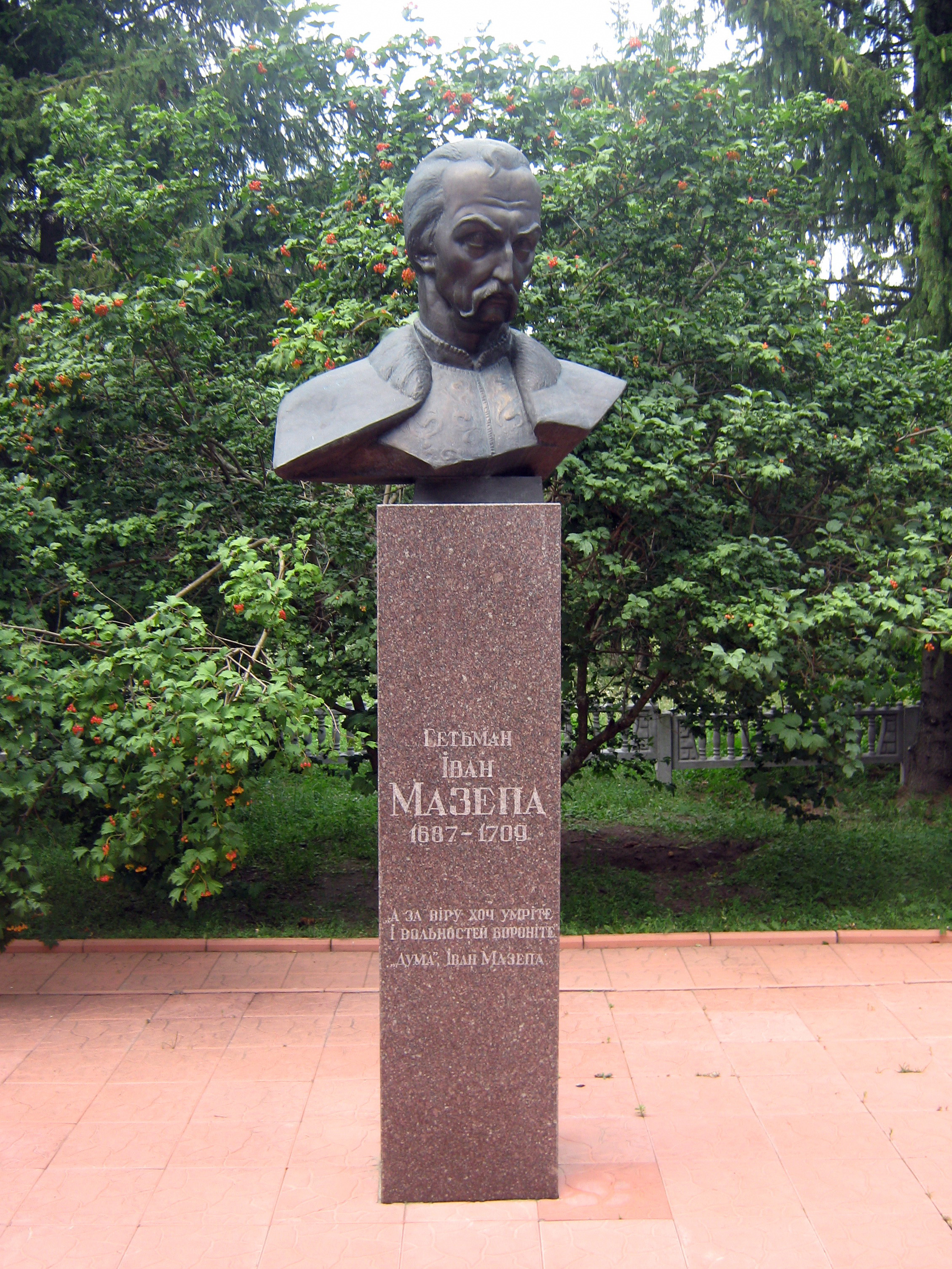
Пам'ятник І. Мазепі у Мазепинцях
Млин
Криниця «журавель»
Козацька вежа та криниця
Курган із хрестом
Пам'ятник родині священика Григорія Черняхівського
Пам'ятник односельчанам, що загинули в роки німецько-радянської війни
План-схема парку козацької слави
Пам'ятник Івану Мазепі
Музей етнографії та старожитностей
Корчма

## Джерело
- Облікова картка на сайті ВРУ[недоступне посилання з квітня 2019]
- Мазепа і с. Мазепинці [Архівовано 18 лютого 2019 у Wayback Machine.]
- Mazepińce // Słownik geograficzny Królestwa Polskiego. — Warszawa : Druk «Wieku», 1885. — Т. VI. — S. 183. (пол.).— S. 183—186. (пол.)